# Olypusa hirsuta
Olypusa hirsuta är en stekelart som beskrevs av John S. Noyes och Hayat 1984. Olypusa hirsuta ingår i släktet Olypusa och familjen sköldlussteklar.
Artens utbredningsområde är Papua Nya Guinea. Inga underarter finns listade i Catalogue of Life.